# Trenbolon
Trenbolon, populärt kallat Tren är en androgen och anabol steroid och ett derivat i steroidfamiljen nandrolon (19-Nor-5-androstenedione). Trenbolon används i kött- och boskapsindustrin för att främja muskeltillväxt och aptit hos främst nötkreatur. Tack vare sin högandrogena aktivitet har preparatet visat sig kunna könsförändra fiskar.
Trenbolon finns tillgängligt i olika estrar, till exempel Trenbolon Acetate, Trenbolon Enanthate och Trenbolone cyclohexylmetylkarbonat.
Preparatet används ofta av kroppsbyggare som doping tack vare sin muskelökande effekt som sägs vara fem gånger starkare än testosteron. Emellertid anses trenbolon vara ett extremt preparat även inom dopingkretsar, och brukare uppmanas att vara ytterst försiktiga.